# George Andrew Olah
George Andrew Olah, nato György András Oláh (Budapest, 22 maggio 1927 – Los Angeles, 8 marzo 2017), è stato un chimico ungherese naturalizzato statunitense.

## Biografia
Nel 1994 vinse il premio Nobel per la chimica per le sue ricerche sui carbocationi, per le quali si è avvalso dell'uso del cosiddetto "acido magico", un superacido di sua invenzione ottenuto miscelando pentafluoruro di antimonio con acido fluorosolforico. Nel 2005 gli fu riconosciuta la medaglia Priestley, la maggiore onorificenza della American Chemical Society.
Nella sua autobiografia scrive: Da studente non ho mai avuto un particolare interesse verso la chimica.
Olah studiò all'Università di Tecnologia e di Economia di Budapest. Come conseguenza della Rivoluzione ungherese del 1956, lui e la sua famiglia si trasferirono in Inghilterra e poi in Canada dove lui entrò nella Dow Chemical Company a Sarnia, nell'Ontario. Nel 1971, Olah ottenne la cittadinanza statunitense.
Nel 2005, Olah ha scritto un saggio, dal titolo The Methanol Economy, per promuovere l'economia a metanolo.
Il suo interesse per la scienza è del tutto personale e non ha nulla a che vedere con le influenze familiari che spesso hanno influenzato le scelte dei suoi colleghi, infatti cresce in un ambiente che non aveva niente a che fare con la scienza, il padre avvocato gli impone una educazione rigida e improntata sulle discipline umanistiche.
Dopo essersi diplomato fu attratto dalla chimica che appariva come una disciplina varia che offriva diverse possibilità di carriera e campi di studio. Attratto particolarmente dalla chimica organica divenne presto assistente di Geza Zemplen e grazie a lui cominciò a muovere i primi passi nella ricerca.
Gli studi di Zemplen erano quasi esclusivamente rivolti verso i carboidrati e Olah cominciò ad interessarsi agli idrocarburi che contenevano fluoro. I suoi studi e alcune pubblicazioni attirarono l'attenzione di Hans Meerwein, professore di chimica organica all'Università di Marburgo che per incoraggiarlo a continuare i suoi studi gli regalò una bombola di trifluoruro di boro.
Nel 1954 fu chiamato dall'Istituto Centrale di Ricerca Chimica, dove creò un piccolo gruppo che si occupava di chimica organica in un laboratorio di ricerca industriale. Nel 1956 però l'Ungheria si rivoltò all'oppressione Sovietica e Budapest ne pagò le tristi conseguenze; Olah lasciò il paese per trasferirsi a Londra per poi emigrare in Canada dove gli fu offerto un posto di lavoro nel laboratorio della Dow Chemical nel Michigan nella città di Sarnia.
Oltre a portare avanti progetti strettamente industriali, Olah iniziò la sua ricerca sui carbocationi stabili. Nel 1964 la Dow Chemical lo trasferì nei laboratori del Massachusetts e un anno dopo tornò alla vita accademica come direttore del Dipartimento di chimica alla Western Reserve University di Cleveland.
Nel 1976 l'University of Southern California gli offrì la possibilità di creare un istituto di ricerca per gli idrocarburi dotandolo di tutte le strutture necessarie. Nel 1977 prese possesso del nuovo laboratorio per la ricerca sugli idrocarburi.
La University of Southern California individua fin dall'inizio l'urgenza di un programma di ricerca nel campo della chimica degli idrocarburi e fonda nel 1977 il Loker Hydrocarbon Research Institute, contemplando come suo scopo lo sviluppo degli idrocarburi e nuove soluzioni sostenibili per produrre energia. Ricerca, scambio di informazioni e idee sono alla base del progetto che andrà avanti in stretta collaborazione con le industrie, facendo diventare l'istituto il pioniere nei nuovi metodi per lo studio, includendo anche il riciclo dell'anidride carbonica in materiali utili.
Nel 1994 Olah riceve il premio Nobel in chimica per il contributo nella ricerca nei carbocationi.

## Opere
- George A. Olah, La ricerca di una vita: verso un futuro sostenibile, Di Renzo Editore, 2010, ISBN 978-88-8323-252-7